# Phyllospadix japonicus
Phyllospadix japonicus är en bandtångsväxtart som beskrevs av Tomitaro Makino. Phyllospadix japonicus ingår i släktet Phyllospadix och familjen bandtångsväxter. Inga underarter finns listade.
Denna växt förekommer i havet nära kusten vid Koreahalvön, västra Japan och nordöstra Kina. Den hittas på havets botten upp till 8 meter under vattenytan. Hela utbredningsområdet antas vara 500 km² stort. Grunden där arten växer är vanligen klippig. Beståndet hotas av byggprojekt vid havet och av insamling av kelp. IUCN kategoriserar arten globalt som starkt hotad.